# Kirpal Nandra
Kirpal „Paul“ Nandra (* 1966 in North Shields, Vereinigtes Königreich) ist ein britischer Astrophysiker, Hochschullehrer und Direktor am Max-Planck-Institut für extraterrestrische Physik.

## Biografie
Nandra studierte Physik und Theoretische Physik an der Universität Cambridge. 1992 promovierte er in Astrophysik an der Universität Leicester zum Thema Spectral Signatures in the X-ray emission of Seyfert Galaxies. Anschließend arbeitet er als wissenschaftlicher Mitarbeiter an der Universität Cambridge. 1995 trat er eine Stelle als Wissenschaftler am Goddard Space Flight Center der NASA an.
2002 wurde er Professor (senior lecturer) am Imperial College London. 2005 übernahm er dort eine Professur für Astrophysik und wurde 2007 Leiter der Astrophysik-Forschungsgruppe. 2010 wurde er zum Direktor am Max-Planck-Institut für extraterrestrische Physik ernannt und übernahm die Leitung der Hochenergie-Gruppe in Nachfolge von Günther Hasinger. Seit 2011 ist er außerdem Honorarprofessor an der Ludwig-Maximilians-Universität in München.

## Forschungsschwerpunkte
Nandra forscht im Bereich der Röntgenastronomie, insbesondere an der Untersuchung von Schwarzen Löchern in Aktiven Galaxienkernen. Dazu gehören auch Beobachtungen der Materie in der Nähe des Ereignishorizonts. Er ist an mehreren satellitengestützten astronomischen Beobachtungsprogrammen beteiligt, die Röntgendaten liefern, darunter  die Weltraum-Röntgenteleskope Chandra und XMM-Newton. Zu seinen Aufgaben am MPI gehörte auch die Fertigstellung und Forschung mit dem Weltraum-Röntgenteleskop eROSITA, das eine hochaufgelöste Durchmusterung des Himmels im mittleren Röntgenbereich durchführte.

## Auszeichnungen und Ehrungen
- 2000: Newton-Lacy-Pierce-Preis für Astronomie
- 2005: Leverhulme Fellow[5]
- 2009: Royal Society Wolfson Research Merit Award[5]

## Publikationen (Auswahl)
- K. A. Pounds, K. Nandra, G. C. Stewart, I. M. George, A. C. Fabian: X-ray reflection from cold matter in the nuclei of active galaxies. In: Nature. Band 344, Nr. 6262, März 1990, ISSN 0028-0836, S. 132–133, doi:10.1038/344132a0.
- K. Nandra: On the origin of the iron K α line cores in active galactic nuclei. In: Monthly Notices of the Royal Astronomical Society: Letters. Band 368, Nr. 1, 1. Mai 2006, ISSN 1745-3933, S. L62–L66, doi:10.1111/j.1745-3933.2006.00158.x.
- L Baronchelli, K Nandra, J Buchner: Relativistic reflection from accretion disks in the population of Active Galactic Nuclei at z=0.5–4. In: Monthly Notices of the Royal Astronomical Society. 30. Juli 2018, ISSN 0035-8711, doi:10.1093/mnras/sty2026.
- J. Wolf, K. Nandra, M. Salvato, T. Liu, J. Buchner, M. Brusa, D. N. Hoang, V. Moss, R. Arcodia, M. Brüggen, J. Comparat, F. de Gasperin, A. Georgakakis, A. Hotan, G. Lamer, A. Merloni, A. Rau, H. J. A. Rottgering, T. W. Shimwell, T. Urrutia, M. Whiting, W. L. Williams: First constraints on the AGN X-ray luminosity function at z ~ 6 from an eROSITA-detected quasar. In: Astronomy & Astrophysics. Band 647, März 2021, ISSN 0004-6361, S. A5, doi:10.1051/0004-6361/202039724.
- K. Nandra, S. G. H. Waddell, T. Liu, J. Buchner, T. Dwelly, M. Salvato, Y. Shen, Q. Wu, R. Arcodia, Th. Boller, H. Brunner, M. Brusa, W. Collmar, J. Comparat, A. Georgakakis, M. Grau, S. Hämmerich, H. Ibarra-Medel, Z. Igo, M. Krumpe, G. Lamer, A. Merloni, B. Musiimenta, J. Wolf, R. J. Assef, F. E. Bauer, W. N. Brandt, H.-W. Rix: The eROSITA Final Equatorial Depth Survey (eFEDS): The hard X-ray selected sample. In: Astronomy & Astrophysics. Band 693, Januar 2025, ISSN 0004-6361, S. A212, doi:10.1051/0004-6361/202449416.